# 大坪台
大坪台（おおつぼだい）は、静岡県掛川市にある大字。

## 地理
静岡県掛川市の南部に位置する。合併前の旧大東町においては北西部に位置していた。南北に細長い三角形状の大字である。大坪台団地の大部分が含まれていることから北西には人家が多い。一方、南東は畑や山林がほとんどを占めている。なお、隣接する大字である上土方と西側で接しているが、その上土方との大坪台との間には、近隣の大字である上土方嶺向の飛び地が存在する。
大字としての住所表記では「大坪台」と記されるが、集落としては隣接する大字とともに纏めて「嶺向」として扱われることが多い。掛川市の自治区としては土方区に属している。

## 歴史
大坪台と呼ばれている地は、もともとは自然村である遠江国城東郡上土方村の一部であった。正保郷帳には上土方村として記載されている。その後、上土方村は落合村、向村、嶺村の3村に分割された。元禄郷帳には落合村、向村、嶺村はそれぞれ別々の村として記載されている。落合村は、当初は横須賀藩領であったが、天和2年に幕府領となり、貞享年間に旗本の室賀氏領となった。当初は青野家が庄屋を務めていたが、のちに高塚家と山崎家が庄屋を務めるようになった。内山真龍の『遠江国風土記伝』によれば、落合村の当時の石高は359石3斗3升7合であったとされている。また、華嚴院の寺田が5石、華嚴院の除地は6石とされている。農業が盛んであり、米をはじめとする五穀、蕎麦、胡麻、牛蒡、蕗、萵苣、藍、木綿などが栽培されていた。明治元年には駿府藩領となり、明治2年には静岡藩領となった。この落合村の一部がのちの大坪台に該当する。落合村は1875年（明治8年）に嶺向村、旦付新田と合併することになり、新たに上土方村が発足した。
町村制が施行された1889年（明治22年）時点では、この地は静岡県城東郡土方村の一部となっていた。その後、土方村は佐束村と合併することになり、1955年（昭和30年）1月1日に城東村が設置された。1956年（昭和31年）になると城東村の大字として上土方落合が設置された。1973年（昭和48年）4月よりこの地は大東町の一部となった。その後、上土方落合の一部が大坪台として分離独立した。さらに大東町が掛川市、大須賀町と合併することになり、2005年（平成17年）4月よりこの地は掛川市の一部となった。

### 沿革
- 1871年 - 城東郡が静岡県に移管。
- 1871年 - 城東郡が浜松県に移管。

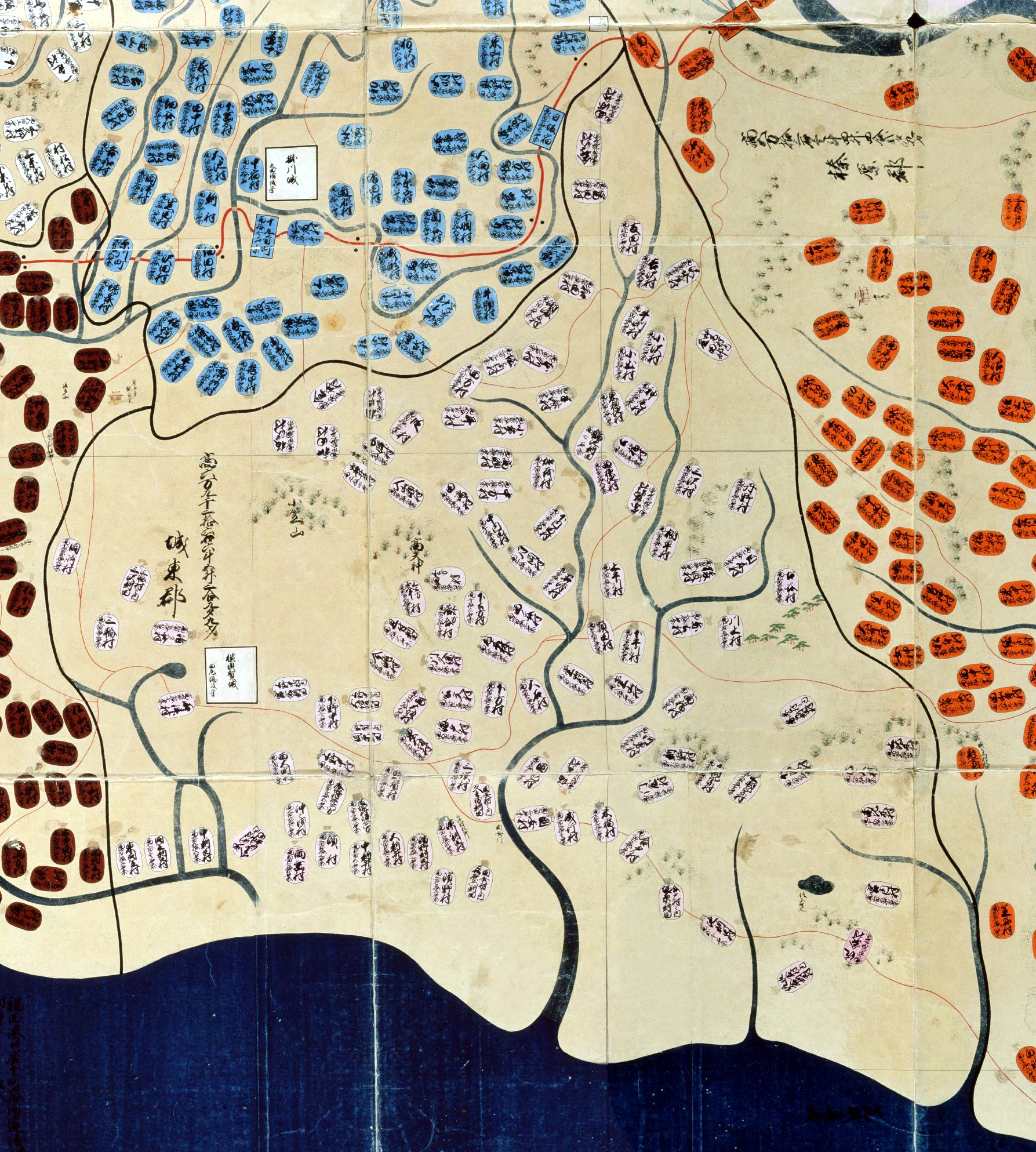
江戸時代に描かれた「遠江國」（『天保國繪圖』天保9年）。城東郡の村は薄桃色で示されており「上土方落合村」がみえる

- 1875年 - 浜松県城東郡落合村、嶺向村、旦付新田が合併して上土方村を設置。
- 1876年 - 城東郡が静岡県に移管。
- 1889年 - 静岡県城東郡下土方村、入山瀬村、今滝村、上土方村、川久保村の大部分、中村の一部が合併して土方村を設置。
- 1896年 - 静岡県佐野郡、城東郡が合併して小笠郡を設置。
- 1955年 - 静岡県小笠郡佐束村、土方村が合併して城東村を設置。
- 1973年 - 静岡県小笠郡大浜町、城東村が合併して大東町を設置。
- 2005年 - 静岡県掛川市、小笠郡大東町、大須賀町が合併して掛川市を設置。

## 世帯数と人口
2024年（令和6年）11月末日現在の世帯数と人口は以下の通りである。
| 大字   | 世帯数  | 人口  |
| ------ | ------- | ----- |
| 大坪台 | 109世帯 | 288人 |

## 事業所
2021年（令和3年）現在の事業所数と従業員数は以下の通りである。
| 大字   | 事業所数 | 従業員数 |
| ------ | -------- | -------- |
| 大坪台 | 0事業所  | 0人      |

## 小・中学校の学区
公立小・中学校に通う場合、学区は以下の通りとなる。
| 番地 | 小学校             | 中学校             |
| ---- | ------------------ | ------------------ |
| 全域 | 掛川市立土方小学校 | 掛川市立城東中学校 |

## 施設
- 大坪台集会所[10]
- 大坪台公園[11]
- 大坪台団地

## その他

### 郵便
- 郵便番号：437-1439[2]（集配局：遠江大東郵便局）

### 警察
警察の管轄区域は以下の通りである。
| 番地 | 警察署     | 交番・駐在所 |
| ---- | ---------- | ------------ |
| 全域 | 掛川警察署 | 城東駐在所   |

### 消防
消防の管轄区域は以下の通りである。
| 番地 | 消防署・分署 | 消防団分団   |
| ---- | ------------ | ------------ |
| 全域 | 南消防署     | 大東第四分団 |

### 自衛隊
陸上自衛隊の管轄区域は以下の通りである。
| 番地 | 方面隊     | 師団・旅団 | 部隊               |
| ---- | ---------- | ---------- | ------------------ |
| 全域 | 東部方面隊 | 第一師団   | 第三十四普通科連隊 |

### 註釈
1. ↑  今日では「遠江国風土記伝」と表記するのが一般的であるが、1900年に発行された『逺江國風圡記傳』では「逺江國風圡記傳」との表記を用いているため、同書に関する出典表記はそれに倣った。